# Ernst Vogelsang

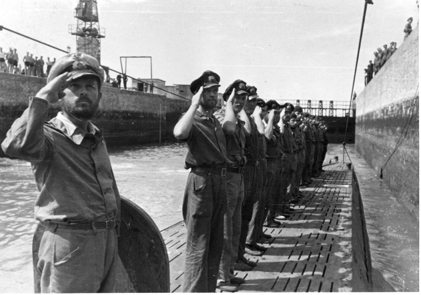
Kapitänleutnant Vogelsang (links) beim Einlaufen von U 132 in La Pallice

Ernst Franz Maria Vogelsang (* 31. August 1911 in Frankfurt am Main; † 4. November 1942 im Nordatlantik, südlich von Kap Farvel, Grönland) war ein deutscher Kapitänleutnant und U-Boot-Kommandant im Zweiten Weltkrieg.

## Leben

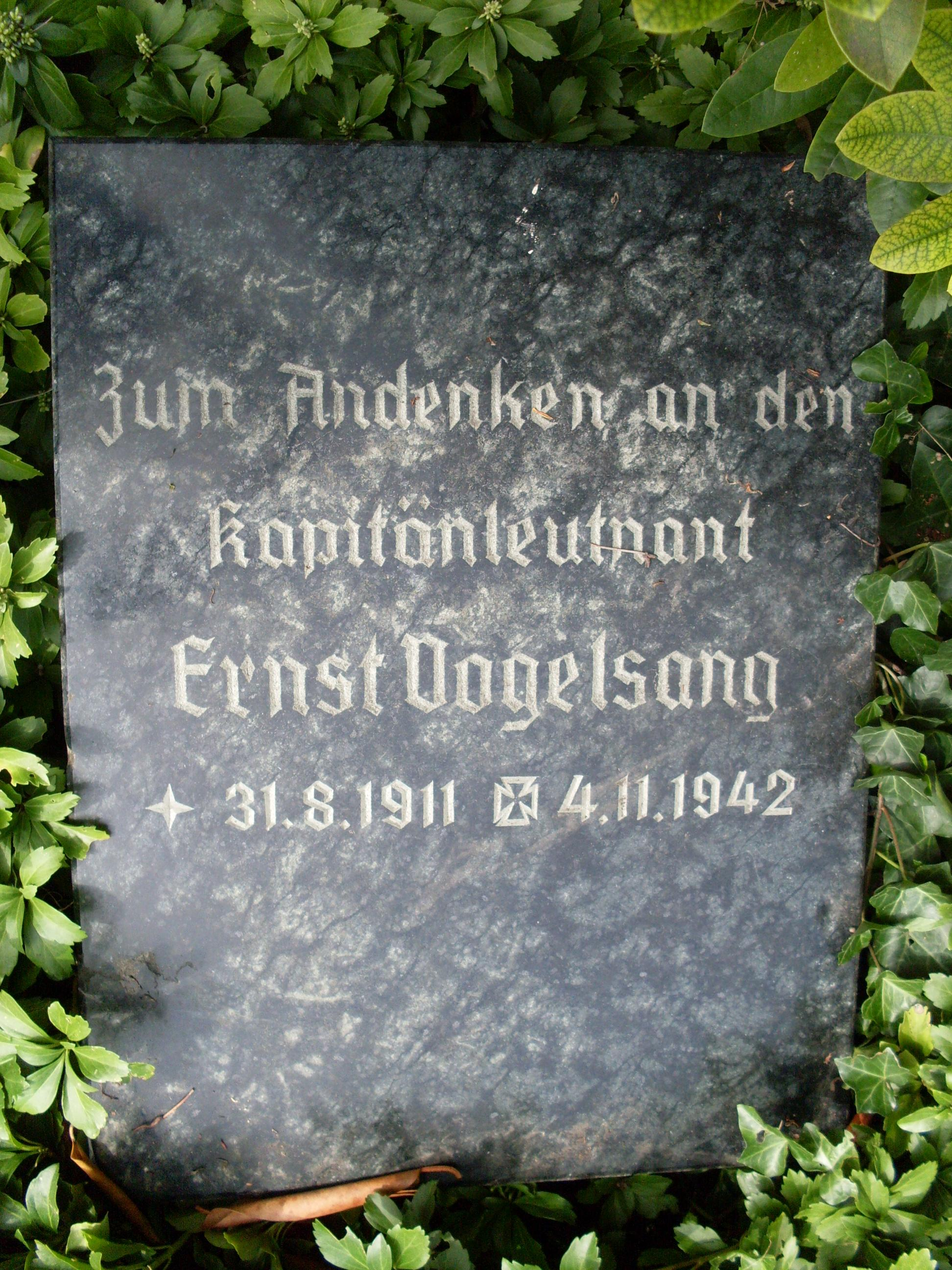
Grabstätte von Ernst Vogelsang in Recklinghausen

### Jugend
Ernst Franz Maria Vogelsang wurde am 31. August 1911 in Frankfurt am Main geboren. Seine Eltern waren Ernst Josef Maria Vogelsang, geboren am 17. Dezember 1881 in Recklinghausen, und Maria Margaretha Vogelsang, ehem. Alexa, geb. Limper, geboren am 17. Juli 1888 ebenfalls in Recklinghausen. Er hatte drei Geschwister: Franz Heinrich Vogelsang, (* 10. Juli 1914 in Freiburg im Breisgau), Margaretha Vogelsang (* 22. September 1917 in Recklinghausen) und Robert Vogelsang (* 7. Oktober 1920 in Freiburg im Breisgau).
Die Familie Vogelsang ist vielermals umgezogen. Die meiste Zeit aber verbrachten sie in Recklinghausen. Über die Schulzeit von Ernst Franz Maria Vogelsang ist nichts bekannt, allerdings musste er – um Offiziersanwärter zu werden – sein Abitur abgeschlossen haben.

### Marinezeit
Im April 1931 trat Ernst Vogelsang als Offiziersanwärter in die Kriegsmarine ein. 1936 nahm er am Spanischen Bürgerkrieg teil und bekam dafür das Spanische Kreuz in Bronze ohne Schwerter am 6. Juni 1936.
Zwischen Oktober 1938 bis Mai 1940 diente der damalige Oberleutnant zur See als Artillerie- und Wachoffizier auf dem Zerstörer Z 5 Paul Jacobi, mit dem er auch an der norwegischen Invasion beim Unternehmen Weserübung teilnahm. Der Zerstörer war in der Kriegsschiffgruppe 2 mit dem Ziel Trondheim. So wurde die Z5 Paul Jacobi am 8. April 1940 Zeuge des Gefechts zwischen der Admiral Hipper und der HMS Glowworm, wobei der britische Zerstörer versenkt und die Admiral Hipper durch einen Rammstoss des britischen Zerstörers am Bug schwer beschädigt wurde.

### Anfänge bei der U-Bootwaffe
Im Juni 1940 wurde Kapitänleutnant Ernst Franz Maria Vogelsang zur U-Bootwaffe abkommandiert. Dort absolvierte er bis in den November 1940 eine U-Boot-Ausbildung bei einer Unterseebootslehrdivision. Ab November begann er einen Kommandantenlehrgang bei der 24. U-Boot-Ausbildungsflottille und der 1. U-Boot-Artillerieflottille. Im Dezember 1940 beendete er erfolgreich diesen Lehrgang und erhielt gleich darauf ein Kommando.
Am 18. Dezember 1940 übernahm er das Kommando auf U 18, wo er neue U-Boot-Mannschaften und zukünftige Kommandanten bis zum 6. Mai 1941 ausbildete. Am 29. Mai 1941 wurde das neue Typ-VII-C-Unterseeboot U 132 in Dienst und unter sein Kommando gestellt. Insgesamt fuhr Kapitänleutnant Vogelsang mit U 132 vier Feindfahrten und eine Überführungsfahrt.
U 132 sank am 4. November 1942 gegen 0:20 Uhr im Nordatlantik südöstlich von Kap Farewell vermutlich durch die Explosion des britischen Dampfers Hatimura. Das Boot meldete sich nach dem Angriff auf den Konvoi nicht mehr und wird seit diesem Tag als vermisst geführt. Die Hatimura hatte zu ihrer Stückgutladung noch TNT, Sprengstoff und Brandbomben geladen. Der Dampfer geriet nach dem Torpedotreffer in Brand. Beim Untergang des Dampfers "Hatimura" durch einen Fangschuss von U 442 explodierte der Sprengstoff unter Wasser und riss dabei das zu nahe am explodierenden Schiff stehende U 132 mit in die Tiefe. Die Position ist 55° 38′ N, 39° 52′ W.

### Grabstätte
Die Familie Vogelsang stellte einen Gedenkgrabstein für Ernst Franz Maria in ihrem Familiengrab auf dem Lohtorfriedhof in Recklinghausen auf.

## Beförderungen
- April 1931: Offiziersanwärter
- Januar 1933: Fähnrich zur See
- Januar 1935: Oberfähnrich zur See
- April 1935: Leutnant zur See
- Januar 1937: Oberleutnant zur See
- Oktober 1939: Kapitänleutnant

## Auszeichnungen
- 6. Juni 1936: Spanisches Kreuz in Bronze ohne Schwerter
- Eisernes Kreuz 1. Klasse
- Eisernes Kreuz 2. Klasse